# Ställdalen
Ställdalen is een plaats in de gemeente Ljusnarsberg in het landschap Västmanland en de provincie Örebro län in Zweden. De plaats heeft 661 inwoners (2005) en een oppervlakte van 211 hectare.
Ställdalen, gelegen op 7 km ten noorden van Kopparberg, telde 539 inwoners in 2010. De plaats heeft een industriële achtergrond en is ontstaan in de late jaren 1700. De fabriek van Ahlstrom Ställdalen AB is er nu de grootste werkgever.

## Geschiedenis
Het plaatsje Ställdalen ligt in het noorden van de Zweedse provincie Örebro län. Het hoort bij de gemeente Ljusnarsberg, waarvan Kopparberg de grootste plaats is. Ställdalen ligt 7 kilometer ten noorden van Kopparberg. De regio heeft de naam Bergslagen. Het is een gebied met uitgestrekte bossen en meren, met een verleden dat getekend is door de ijzerindustrie en de bosbouw. In Ställdalen is dat duidelijk te zien. Aan het einde van de achttiende eeuw werd er een ijzergieterij gebouwd, die er nu nog staat. Ruim honderd jaar later kwam er een papierfabriek bij.
Tijdens de jaren 1870 legde Bergslagens Järnvagar de spoorlijn aan die door het plaatsje noemt, tegenwoordig Bergslagsbanan (de Bergslagslijn) genoemd.
De NV Stjernfors-Ställdalen nam in in 1896 de ijzerindustrie in Ställdalen over. Toen dat bedrijf in 1906 een dochteronderneming van NV Bredsjo Bruk werd, werd de papierfabriek uitgebreid met een sulfietfabriek. De hoogoven raakte in 1919 beschadigd en werd gesloten. Men koncentreerde zich daarna op de papierfabriek, die werd uitgebreid.
Toen NV Stora Kopparbergs Bergslag in 1961 het bedrijf Stjernfors-Ställdalen verwierf werkten er ruim 400 mensen in de ijzerindustrie in Ställdalen.
In 1990 stootte Stora Kopparberg de papierfabriek af en sinds het jaar 2000 is het in handen van het Finse bedrijf Ahlstrom. Van de meer dan 200 arbeiders is sindsdien de helft ontslagen. Dat heeft niet alleen in Ställdalen voor problemen gezorgd, maar in de hele gemeenteLjusnarsberg.
Op 13 januari 1956 vond net ten zuiden van Ställdalen een zwaar treinongeluk plaats tussen een gemotoriseerd treinstel en een ertstrein. Bij dat ongeluk kwamen 20 mensen om het leven. In 2006, precies 50 jaar na dato, werd een gedenkteken onthuld op de plaats van het ongeluk.
In de eerste helft van de jaren 2000 opende een hotel in Activa Midden van de lens in een appartement gebouw na een huurder faillissement. In februari 2008 ging het hotel failliet en werd gesloten. Het hotel is geopend onder nieuw management in de zomer van 2010 onder de naam Rita hotels in Ställdalen en is het hele jaar geopend. Het hotel had ook de receptie, een winkel en een sportbar. Het hotel is weer gesloten en is momenteel nu verhuurd aan de Zweedse migratiedienst.
In de zomer van 2008 werd de enige supermarkt van het plaatsje gesloten. Bank- en post activiteiten waren al gestopt in de jaren 1990.